# Château du Champ-de-Bataille
Le château du Champ-de-Bataille est une demeure, édifiée au XVIIe siècle pour le comte Alexandre de Créqui-Bernieulles, qui se dresse sur le territoire de la commune française de Sainte-Opportune-du-Bosc dans le département de l'Eure, en région Normandie.
Le château est partiellement protégé au titre des monuments historiques.

## Localisation
Le château du Champ-de-Bataille est situé à 5 kilomètres du Neubourg, sur la commune de Sainte-Opportune-du-Bosc, dans le département français de l'Eure.
Il a été construit au cœur de la campagne du Neubourg, à quelques kilomètres de la commune d’Harcourt où se trouve également un autre château remarquable de Normandie.

## Historique

### Les origines du nom
Érudits, historiens et toponymistes ne s'accordent pas sur l'origine du nom de Champ-de-Bataille. Plusieurs hypothèses sont avancées :
1. en 935, une grande bataille se serait déroulée sur ces lieux entre deux familles : celle qui régnait sur le Cotentin et dirigée par le comte du Cotentin, contre celle de Guillaume Longue-Épée commandée par Bernard le Danois, ancêtre de la famille d'Harcourt. Guillaume Longue-Épée l'ayant emporté, l'unité de la Normandie s'en trouva confortée. C'est la légende la plus communément invoquée ;
2. le nom serait lié à l'appartenance d'un champ à un certain M. Bataille ;
3. le nom ferait allusion à des combats de sangliers qui auraient eu lieu épisodiquement sur le site où fut construit le château ;
4. il commémorerait une victoire de la famille d'Harcourt sur sa rivale des Tancarville.

### Une construction duXVIIesiècle
En 1651, le comte Alexandre de Créquy, frondeur et ami du prince de Condé, est exilé par le cardinal Mazarin, qui gouverne la France pendant la minorité du roi Louis XIV, sous la régence d'Anne d'Autriche.
Alexandre de Créquy, assigné à résidence, a hérité de sa mère, Renée de Vieuxpont, une forêt où est situé un rendez-vous de chasse, près du Neubourg.
Il décide alors de s'y faire construire un palais qui lui rappellerait les fastes de la cour des rois de France, cour qu'il n'allait plus jamais connaître. Les travaux durent de 1653 à 1665.
De ce château, les seuls documents qui soient parvenus ou connus sont deux plans des jardins, attribués à Le Nôtre.
Faute d'une charge à la Cour, Alexandre de Créquy meurt endetté le 5 août 1702 à Paris et est inhumé le 14 octobre suivant dans l'église de Sainte-Opportune-du-Bosc.
Son neveu, Gabriel René, marquis de Mailloc, hérite du château et des dettes. À sa mort sans enfant, au Champ-de-Bataille le 11 septembre 1724, il laisse le château à sa veuve, Claude Lydie d'Harcourt, fille du premier duc d'Harcourt. Beaucoup plus jeune que lui, celle-ci lui survit jusqu'en 1750.
Le 11 mai 1753, les héritiers de la marquise de Mailloc vendent le Champ-de-Bataille à Simon Zacharie Palerne, écuyer, trésorier général du duc d'Orléans, d'une famille lyonnaise, mais celui-ci doit le revendre en mai 1754, en vertu du droit de retrait lignager, moyennant 473 500 livres, à Anne-François d'Harcourt, alors marquis de Beuvron, neveu de la marquise de Mailloc.

### Une propriété de la maison d'Harcourt
Au milieu du XVIIIe siècle, Anne-François d'Harcourt, devenu en 1784 duc de Beuvron, fait du château du Champ-de-Bataille sa résidence principale. Né en 1727, il a 27 ans quand il achète en 1754 une demeure délabrée. Il n'en conserve pas les décors du XVIIe siècle.
Le duc de Beuvron entreprend d'importants travaux, en particulier l'aménagement des actuelles : cage d'escalier principale ; vestibule et chapelle et, dans le bâtiment des communs, celui d'un théâtre, à l'image de celui aménagé par son frère aîné, le 5e duc d'Harcourt, au château d'Harcourt, à Thury-Harcourt.
En 1765, il agrandit son domaine en achetant la baronnie voisine du Neubourg, dont la seigneurie du Champ-de-Bataille était, à l'origine, un démembrement.
À la Révolution, les travaux sont suspendus et la rénovation du château est inachevée. Le duc de Beuvron n'émigre pas, mais se retire à Amiens, où sa sécurité paraît mieux assurée. Le château, inhabité et séquestré, est pillé en 1795, puis reste inoccupé.
En 1802, les héritiers du duc de Beuvron, décédé à Amiens en 1797, vendent le château et son domaine, contenant 1 400 hectares, à la comtesse de Vieux.
Celle-ci, Marie-Louise de Marets de Saint-Aubin (Rouen, paroisse Saint-Amand, 2 juin 1759 – Rouen, 4 juillet 1844), est veuve en premières noces d'Alexandre Charles Marie du Moucel, marquis de Torcy, seigneur de La Rivière-Bourdet, président à mortier au Parlement de Normandie, et remariée depuis 1790 avec Jean Pierre Firmin de Vieux, officier de dragons, colonel de la Garde nationale de Rouen sous la Restauration, chevalier de Saint-Louis et de la Légion d'honneur,, mort le 29 septembre 1828.
Devenue veuve, la comtesse de Vieux revend, le 26 août 1840, le château du Champ-de-Bataille et son domaine, à Antoine Prieur, homme d'affaires à Elbeuf.
Spéculateur, celui-ci va revendre le domaine, parcelle par parcelle. Lorsqu'il décède, à Elbeuf en 1843, il possède toujours le château mais celui-ci n'est plus entouré que par un domaine restreint.
Tout au long du XIXe siècle, le château connaît six propriétaires, parmi lesquels, après la famille Prieur : en 1877, le préfet Joseph Michon, proche du comte de Paris; puis, dans les dernières années du XIXe siècle, un Britannique, William Consett.
En 1903, il est racheté à ce dernier par le comte Charles d'Harcourt (1870-1956), député puis sénateur du Calvados, descendant du duc de Beuvron, qui le restaure à nouveau, l'habite, mais le revend en 1936.
Il est alors acheté par la ville du Neubourg pour servir d'hospice. Après la guerre, il sert de camp de prisonniers puis de prison pour femmes.
En 1947, il est remis en vente par la ville du Neubourg et acheté par François-Charles, 11e duc d'Harcourt, neveu du comte Charles d'Harcourt.
Le 11e duc d'Harcourt fait restaurer façades, toitures, charpentes, replante le parc, qui compte 110 hectares de bois avec 50 km d'allées tracées « en étoile » et 15 hectares de jardins à la française.
Il fait restaurer aussi l'intérieur, le remeublant avec les souvenirs de famille provenant du château d'Harcourt, à Thury-Harcourt, incendié en 1944 par l'occupant allemand et dont il était l'héritier.
En 1957, il ouvre le château du Champ-de-Bataille à la visite du public.
Le millénaire de la maison d'Harcourt, réunissant quelque 120 représentants des branches françaises et anglaise de la famille, y est célébré avec faste en juillet 1966.
Faute de pouvoir le transmettre au sein de sa famille le 11e duc d'Harcourt (1902-1997) revend à son tour le château du Champ-de-Bataille en 1982.
Une paire de statues de femmes allongées représentant les allégories de l'Eau et du Feu, en marbre blanc, (Italie, seconde moitié du XVIIIe siècle) attribuée à Agostino Bocciardi et réputée provenir de la collection du duc d'Harcourt au Champ-de-Bataille, a figuré à la « vente de la collection d'un grand amateur français » par la maison Sotheby's à Londres le 7 décembre 2000.

### L'histoire récente
Après 1982, le château est racheté et entretenu par un particulier, Gilles Boutrolle d'Estaimbuc, qui crée en 1990, dans une partie du parc, un golf, le golf du Champ de Bataille.
De nombreux sons et lumières et concours d'attelages se déroulent aux abords du château jusqu'en 1992, année de sa revente au décorateur Jacques Garcia.
Depuis son achat, Jacques Garcia y a fait effectuer d'importants travaux de rénovation ; il a voulu restituer l'intérieur du château dans un état qui a pu être celui de l'Ancien Régime. Des collections d'art et d'ameublement y sont présentées.
La modification la plus importante dans la distribution des pièces est le décloisonnement de plusieurs petites pièces, afin de restituer les grands volumes d'origine, ainsi que la création, sur deux niveaux, dans la partie privée du château, d'une vaste bibliothèque, dont le niveau supérieur est desservi par une galerie. La bibliothèque est prolongée par des cabinets de curiosités.
Dans une antichambre de la partie privée, Jacques Garcia conserve une collection d'armures japonaises et d'armes orientales anciennes.

## Description

### L'extérieur

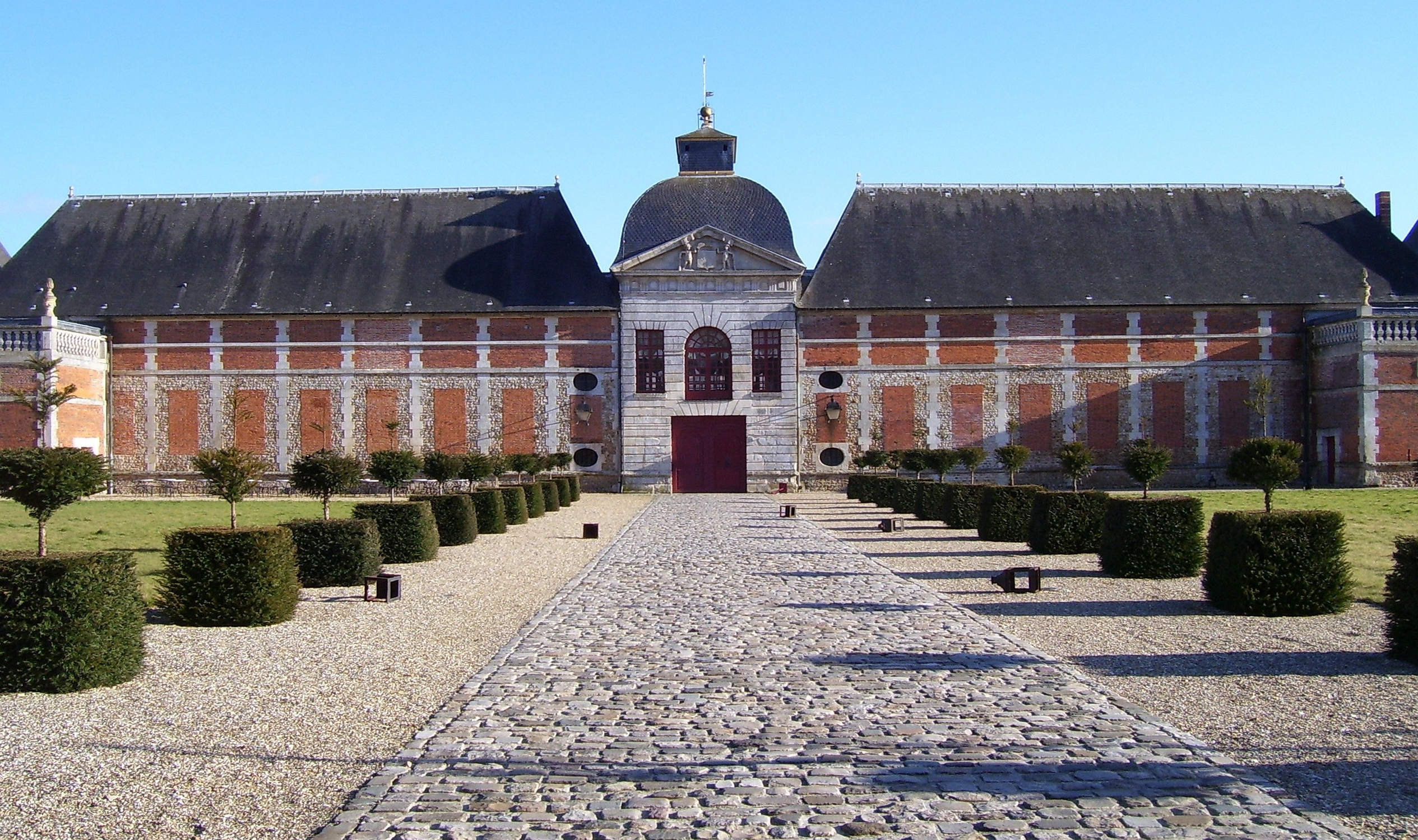
Entrée du château.

Construit sur un plan carré, le château se compose de deux vastes corps de bâtiment, un corps de logis et des dépendances, construits face à face et présentant une même ordonnance, se répondant chacun l'un à l'autre, séparés par une grande cour d'honneur.
Ils sont reliés, du côté de l'entrée, par une galerie surmontée d'une balustrade et percée par un portique ; du côté du parc par un mur bas ponctué de pilastres reliés par des grilles : au centre, une porte monumentale est surmontée de statues allégoriques représentant les quatre éléments.
Le bâtiment d'habitation et les communs ont 80 mètres de développement chacun, avec une élévation en brique et en pierre sur deux niveaux, surmontés par une toiture en ardoise.
Le style de l'architecture est classique, le jeu des couleurs et des volumes composant un ensemble harmonieux.
Le pavillon central de chaque aile est orné d'un fronton triangulaire avec des trophées guerriers.
La façade principale est ornée de bustes d'empereurs romains. Ce principe peut rappeler les aménagements réalisés par Jules Hardouin-Mansart au château de Versailles sur les façades donnant sur la cour de marbre.
Les échauguettes qui ornent les angles de la construction apparaissent comme une évocation des fonctions militaires du commanditaire de l'édifice.
La chapelle, dédiée à saint Alexandre, a été aménagée en 1785.

### L'intérieur

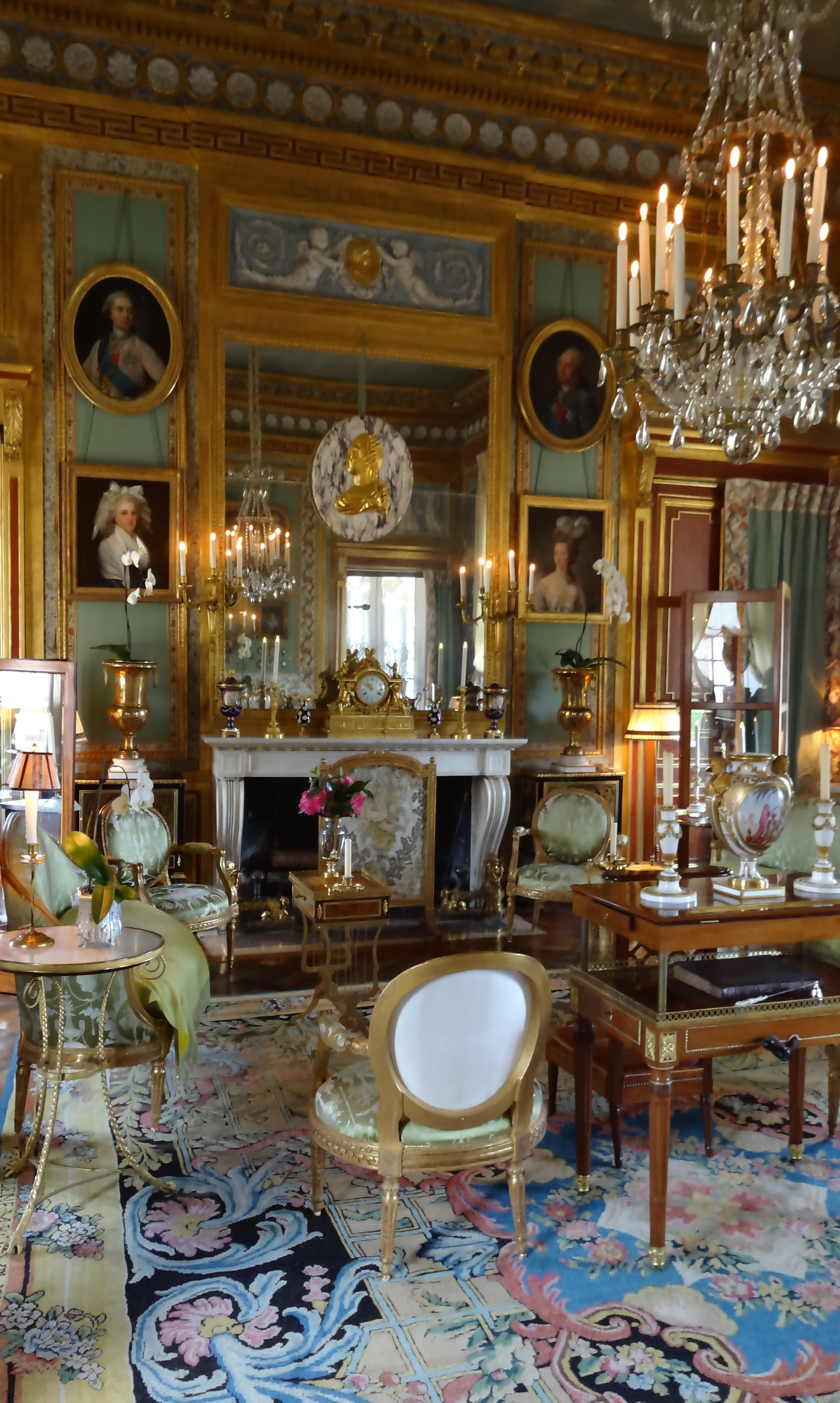
Intérieur du château.

La distribution intérieure du château a fait l'objet de modifications, depuis son acquisition par Jacques Garcia en 1992, tendant à recréer l'intérieur tel qu'il a pu être au XVIIIe siècle. Le décorateur y a exercé son art, dont le château est devenu avec éclat une sorte de vitrine. En effet, lors de son achat, outre l'escalier magistral, trois espaces avaient échappé aux destructions de l'histoire et à la succession des propriétaires : le vestibule-haut, le salon de compagnie et la chapelle.
De nos jours, la visite des Grands Appartements montre notamment un spectaculaire salon d'Hercule et une opulente chambre de parade.
Le public peut visiter :
- le vestibule d'honneur réaménagé par le duc de Beuvron sous le règne de Louis XVI ;
- la salle des gardes ou salon d'Hercule ;
- le cabinet des porcelaines qui présente une collection de porcelaines de Chine et du Japon datant des XVIIe et XVIIIe siècles ;
- le salon Louis XV ;
- la chambre de parade ;
- la grande salle à manger ;
- le salon de compagnie qui a conservé une grande partie de son décor d'origine ;
- la salle du billard.

## Protection aux monuments historiques
Le château fait l’objet de plusieurs protections au titre des monuments historiques dès le 14 mai 1952 : des classements en 1952 (certains éléments extérieurs), en 1971 (abords du château), en 1995 (communs, parc) et une inscription en 1995 (parc).

## Les jardins

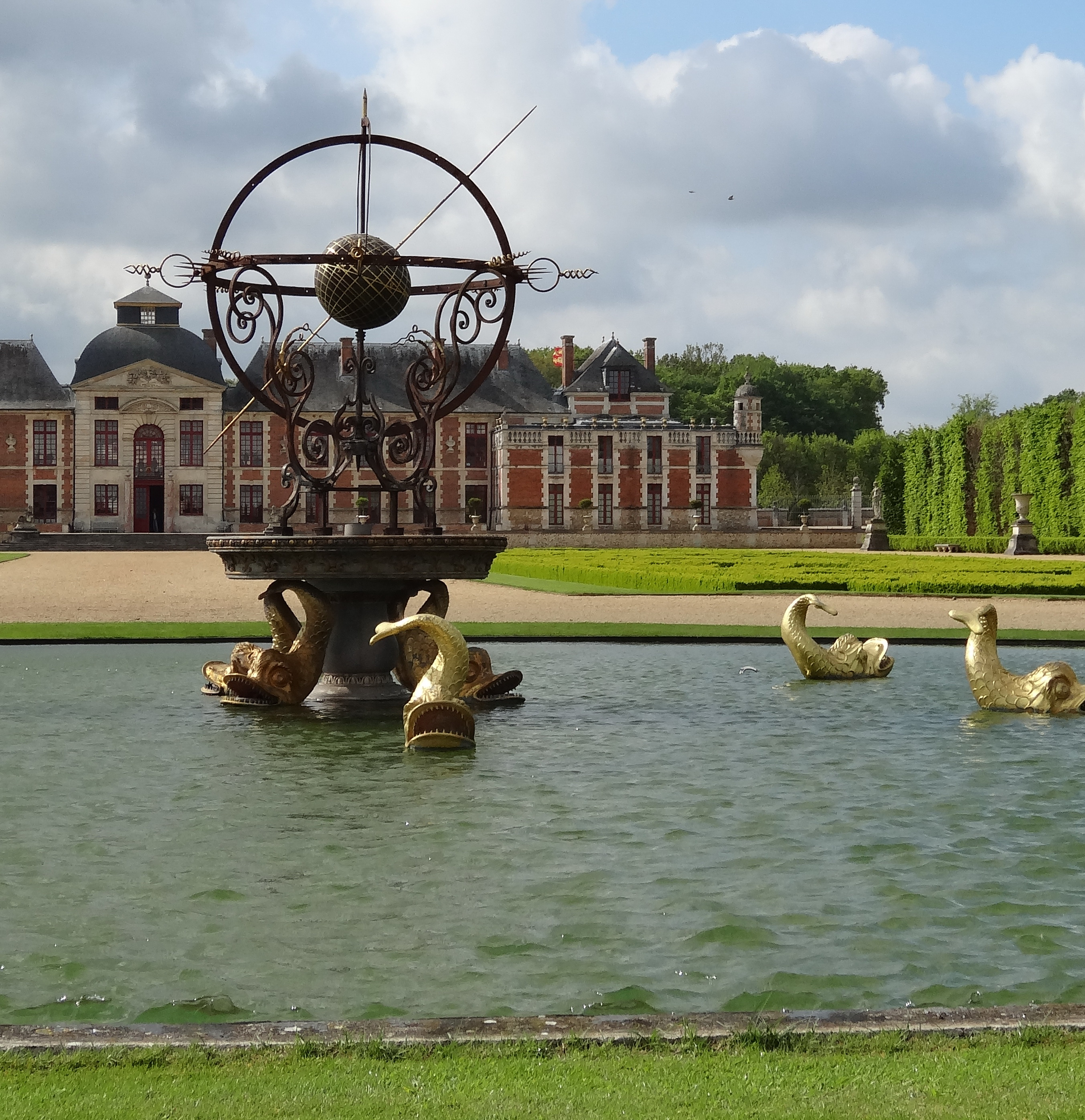
La Source.

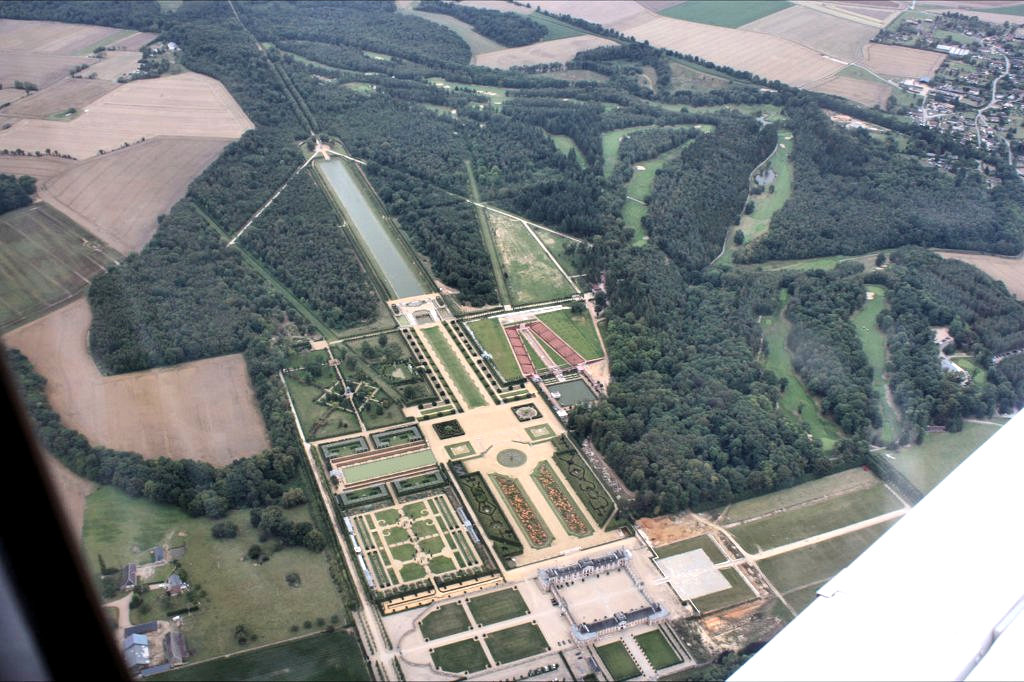
Vue aérienne du château (en bas) et des jardins de Champ-de-Bataille.

Il est difficile en s'y promenant d'imaginer que tous les jardins sont d'une conception récente et qu'il a fallu procéder à un terrassement de plus d'un million de mètres cubes de terre pour restituer les niveaux originaux du XVIIe siècle. La perspective recréée à partir du château est d'une longueur de 1,5 km. Pour gommer l'ouverture sur les champs de certaines perspectives, il a fallu remonter le fond du terrain en certains endroits de 10 mètres.
Les jardins sont labellisés  Jardin remarquable

### L'inspiration d'ensemble
Les jardins du château ont été recréés à partir de rien. Les jardins du XVIIe siècle avaient, sans doute, été somptueux mais le temps en avait effacé toute trace. En effet, en 1992, lorsque Jacques Garcia achète le château, le jardin est dessiné à l'anglaise, avec de simples pelouses encadrées de bouquets ou de rideaux d'arbres.
En 1993, une violente tempête abat une grande partie des arbres centenaires.
Seul un bout de croquis avait échappé à l'oubli, croquis attribué de nos jours, sans certitude, à André Le Nôtre. Ce document désigne à grands traits l'emplacement de la Grande Terrasse, le dessin des anciennes broderies de buis, les anciens bosquets de part et d'autre, ainsi que les proportions des Carrés de Diane et d'Apollon. Ces rares éléments d'époque ont été restitués dans les jardins actuels.
Rejetant l'option d'une réfection des jardins à la française, le propriétaire du château, Jacques Garcia en collaboration avec Patrick Pottier, a pris le parti de créer une œuvre contemporaine prenant sa source dans l'Antiquité et dans la philosophie de l'Humanité. Ce choix est illustré par la symbolique des 7 degrés de la création. Ces degrés vont de l'univers matériel symbolisé par le corps du logis vers l'univers immatériel.
C'est sur plus de 180 hectares de domaine que ces jardins (45 hectares) déroulent bosquets, parterres à la française, broderies de buis, terrasses, escalier de verdure, fabriques et sculptures modernes et anciennes. 60 000 buis formant 5 km de dentelles, 10 000 charmilles, 35 000 ifs, 2 500 tilleuls y ont été plantés. Le domaine compte 20 fontaines et bassins.

### Les sept degrés

#### Le degré minéral
Le premier, le degré minéral, englobe le corps de logis du château, la Grande Terrasse et ses prolongements, les marches de pierre avec les sphinges et les deux bassins appelés Cabinets de Marbre.
Le prolongement de la Grande Terrasse conduit à un Portique à droite, en ayant le château derrière soi, et à l’Allée des Sphinx à gauche. Le Portique évoque la civilisation.

#### Le degré végétal

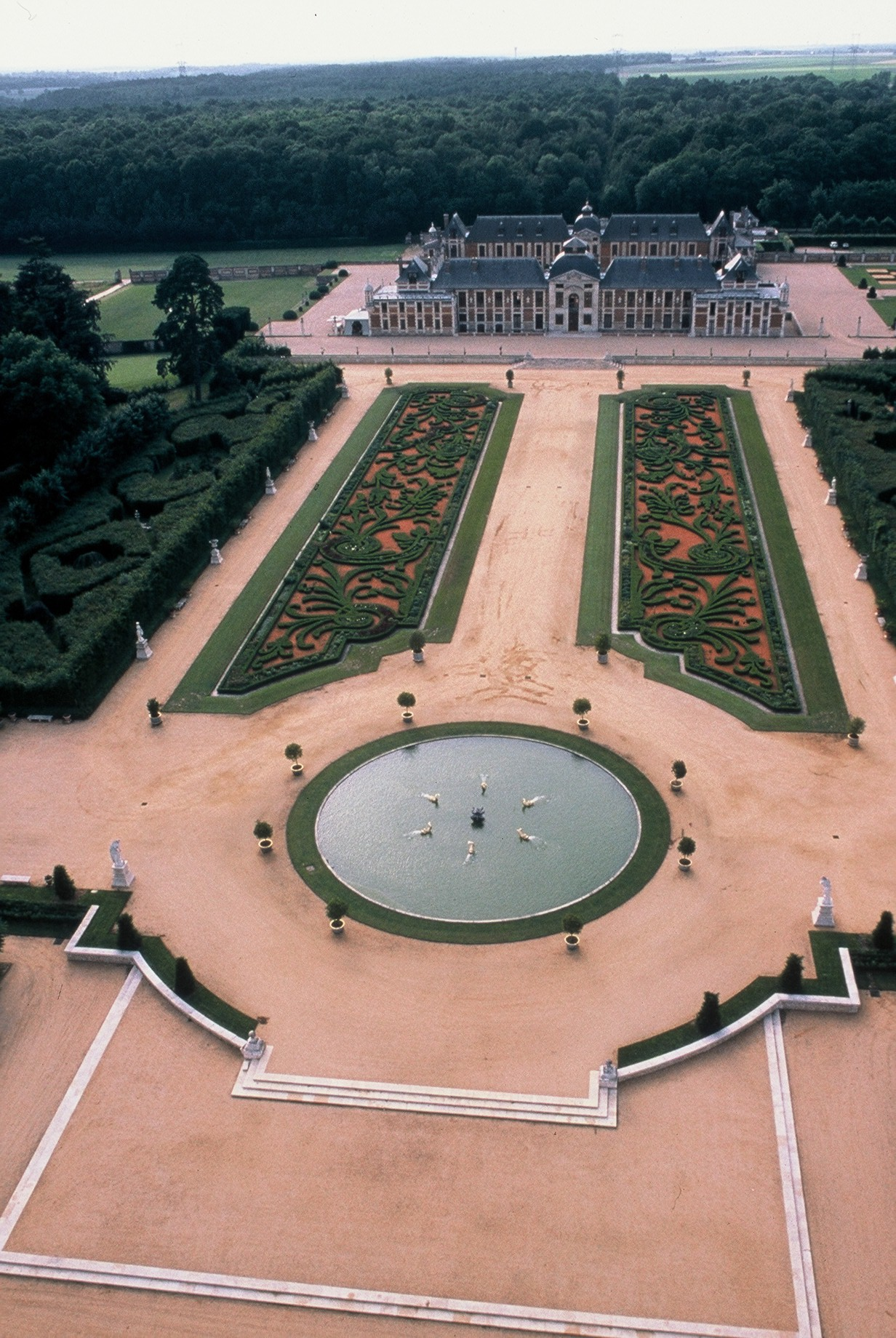
Château du Champ-de-Bataille.

Le degré végétal s’étend, sur le grand axe, jusqu’au bassin circulaire. Il comprend, au centre, les Dentelles de Buis (symbole de germination). Ces dernières sont bordées par des cabinets de verdure.
À droite, le Bosquet de l’Érèbe. L'Érèbe était l’entité qui préexistait à la création. Fils de Chaos et frère de Nyx (la nuit), Erebos symbolisait la mort dans sa dimension fertile et nécessaire, parce que régénératrice. Il évoque une végétation chaotique. En son sein, l’Arbre remarquable figure la forêt primitive.
À gauche, le Bosquet de l’Éden. L’Éden désigne le paradis terrestre. Ce terme hébreu n’appartient pas à la mythologie gréco-romaine mais à l’Ancien Testament. Il recouvre l’entité parfaite, achevée et délicieuse — qui survit à la création. Il évoque une végétation ordonnée, aérienne (symbole de pureté et d’abandon).
La partie centrale de cet espace, avec sa borderie de buis, est décorée d'une authentique statuaire du XVIIe siècle. Les vases sont de la même époque et ont été rapportés par l'actuel propriétaire.

#### Le degré animal
À la limite du degré végétal et du degré animal, le bassin circulaire, appelé la Source, est une évocation de l’océan originel ; les dauphins qui le peuplent symbolisent déjà le règne des animaux marins. Au centre du bassin se trouve une sphère armillaire du XVIIe siècle.

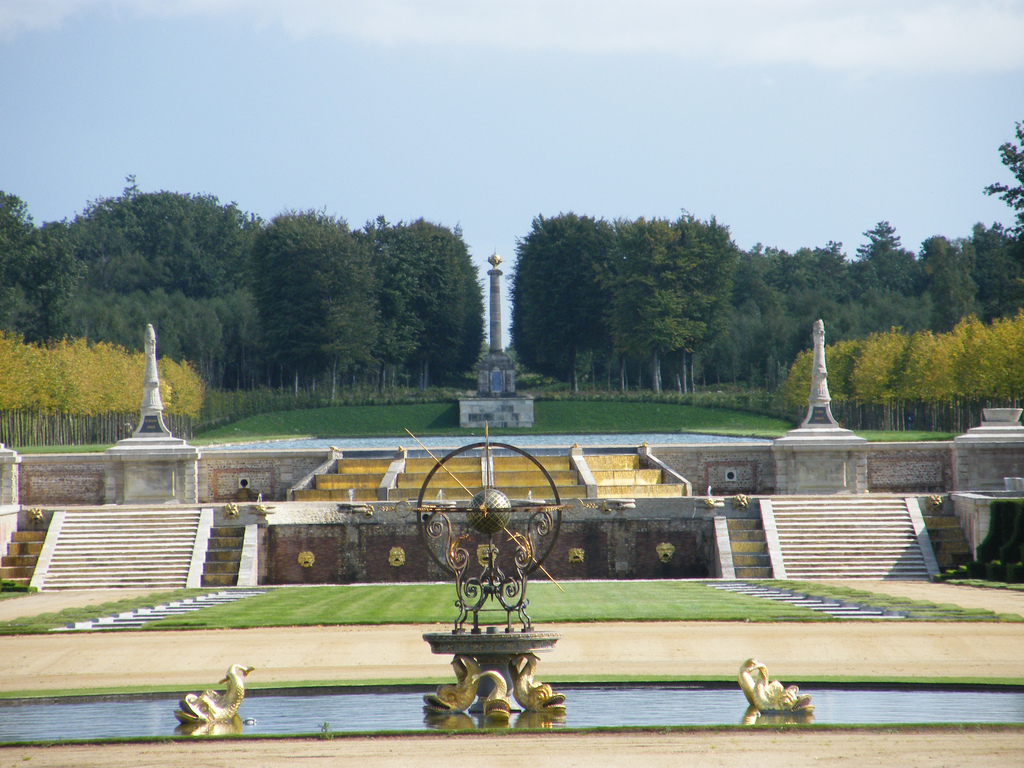
La Source, Les Marches et La Sphère.

Le degré animal s’étend de part et d’autre de l’esplanade venant après la Source.
À droite, entouré de rosiers, le Kiosque de la Salamandre qui évoque le règne des reptiles. Il symbolise la régénérescence à l’issue de l’Érèbe.
À gauche, la Fourmilière qui évoque le règne des insectes. Elle symbolise la perfection présidant à l’Éden. À gauche, s’étend la Pièce d’eau des Cygnes que parcourent des couples de cygnes noirs. Elle évoque le règne des oiseaux. Elle est ornée du Temple du Trésor de Léda. Léda était l'épouse du roi de Sparte. Elle fut aimée de Jupiter, qui s’était transformé en cygne pour lui plaire. Des œufs qu’elle mit au monde sortirent deux couples de jumeaux : Castor et Pollux, Hélène et Clytemnestre.

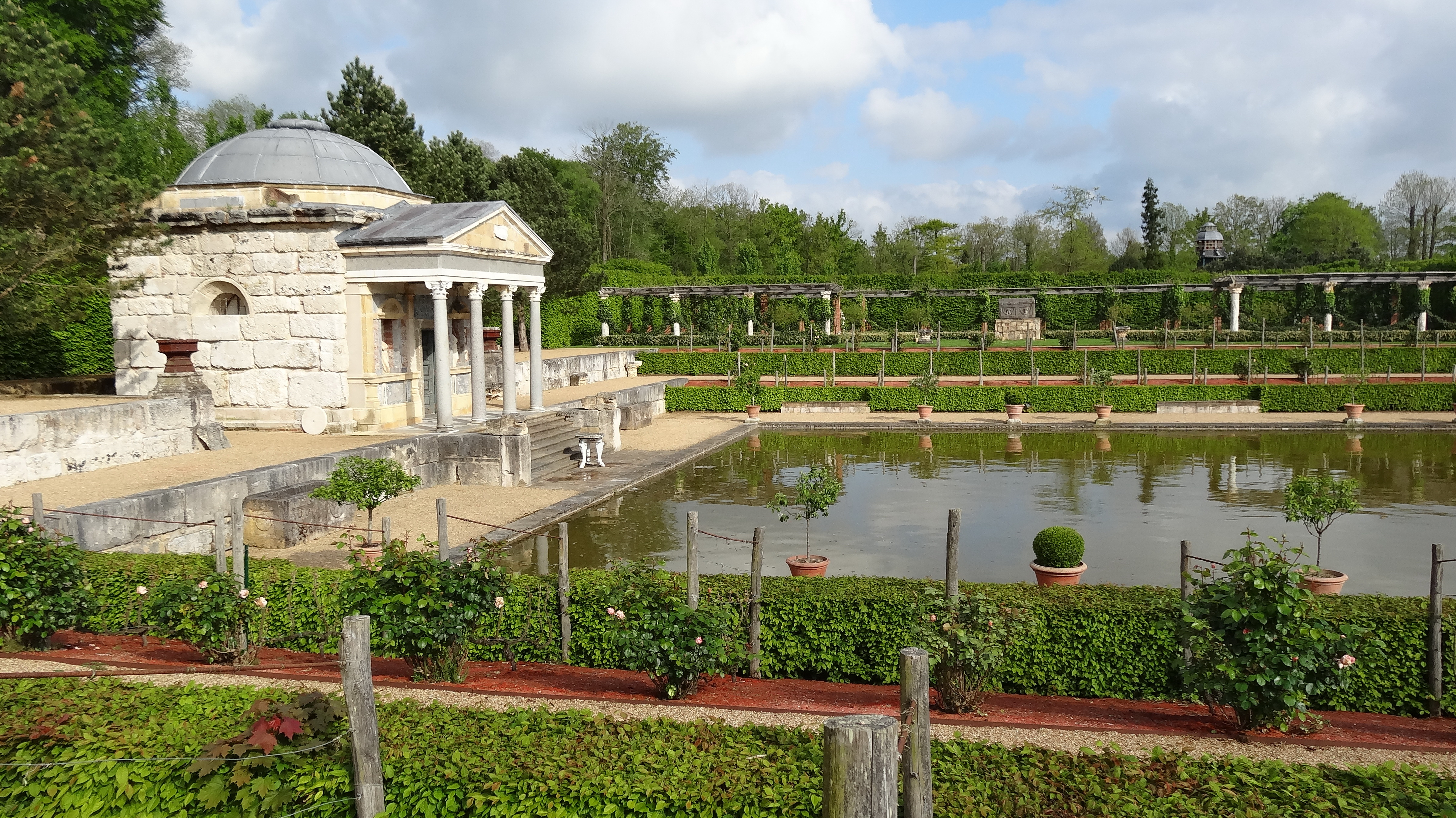
Le Temple du Trésor de Léda.

Le Temple du Trésor de Léda est une étonnante évocation de la Grèce antique avec son temple et, de chaque côté du miroir d'eau, des tonnelles et des vignes. Le temple, qui fait pendant aux arcs de triomphe de l'entrée du château est de style romain. Toutefois, il est une création de Jacques Garcia. Il est composé de colonnes et de statues antiques, d'une corniche d'époque romaine et de blocs de pierre provenant du mur d'enceinte de la ville de Rouen datant du XIIIe siècle. L'intérieur est tapissé de pierres semi-précieuses. Il a été construit en 2003.

#### Le degré de l'humanité
Le degré de l’humanité comprend dans l’axe, une perspective appelée la Voie, cernée par deux séries de douze paliers d’eau qui symbolisent le double cheminement matériel et spirituel de l’être humain.
La Voie est bordée de promenades en surplomb ; la première, à gauche, s’ouvre en son centre sur un lieu de représentation, le Théâtre de Verdure, évoquant la sociabilité, la seconde à droite s’ouvre sur un lieu de méditation, l’Ermitage (à l'abandon). Le théâtre de verdure s'inspire du théâtre romain d'Ephèse : il est composé d'éléments authentiques et complété par des gradins en buis.

#### Le degré de la conscience

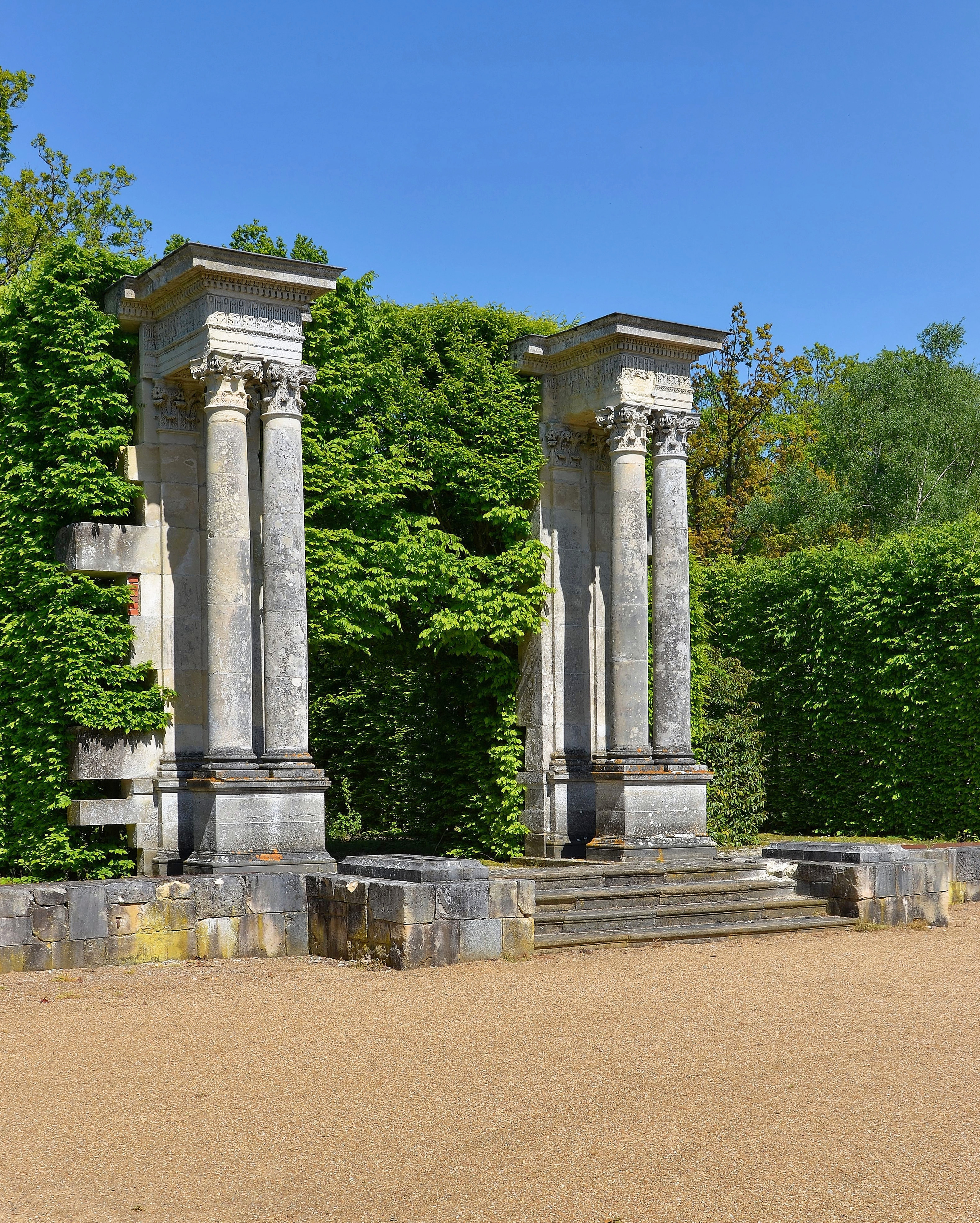
Les Tuileries. Colonnes du grand escalier du palais des Tuileries.

Le degré de la conscience correspond à la zone de l’escalier d’eau qu’on appelle les Marches.
Il symbolise le passage de la vie terrestre à la vie céleste. Est-ce pour cela que d'énormes grenouilles dorées tiennent concile ?
Sur l’axe transversal, à droite, le pavillon dénommé la Volière d’Actéon (inaccessible en 2012 du fait de travaux liés à l'extension du jardin). Souvent représenté en peinture, pour avoir violé l’intimité de Diane au bain, ce grand chasseur fut transformé en cerf par la déesse, et ainsi dévoré par ses propres chiens. Il symbolise la mutation.
À gauche, une fabrique évoque un temple antique : elle est composée d'éléments provenant du grand escalier du château des Tuileries, détruit par un incendie, en 1871, lors de la Commune de Paris. Les éléments ont été rachetés par Jacques Garcia après la tempête de 1999 et sont classés aux monuments historiques.
Les marches des escaliers qui encadrent la grande cascade sont d'origine phénicienne et ont plus de 2 000 ans. La grande cascade, quant à elle, est directement inspirée de celle de Saint-Cloud dont Jacques Garcia a pu faire des moulages en plomb des masques et des vases.

#### Le degré de la lumière

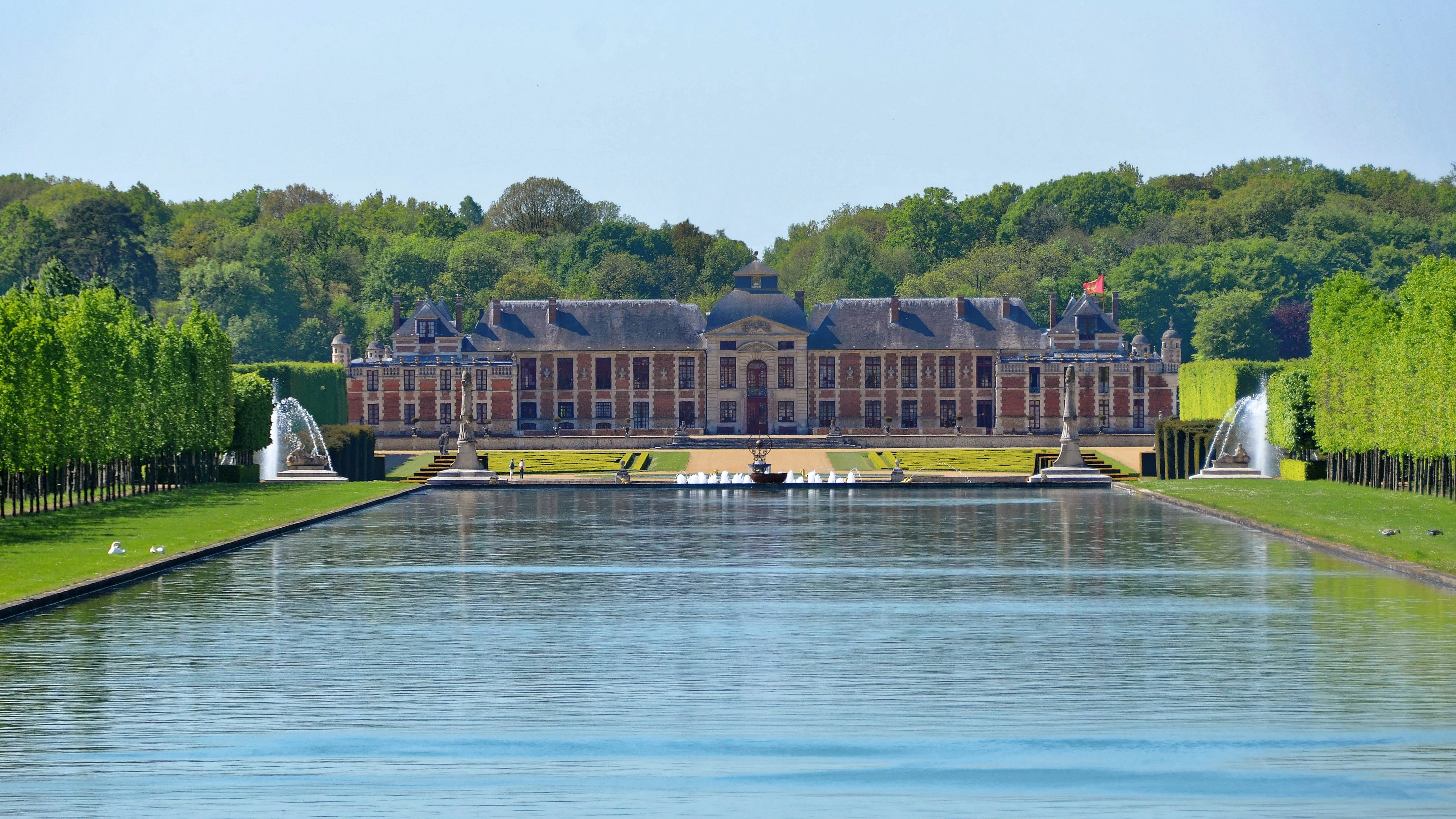
Le Grand Canal et le château.

Le degré de la lumière correspond à la zone du grand canal appelé le Reflet . Il symbolise le rayonnement de l'esprit.
Le Reflet mesure 550 mètres de long. C'est un lac artificiel d'un hectare.

#### Le degré de l'esprit
Le degré de l'esprit culmine par la Sphère au sommet de la colonne au dessus de la colonne de Zéphyr, tout au fond du jardin, dans l'axe du jardin. Cette colonne antique est coiffée d'une boule en or datant du XVIIe siècle ; elle est décorée de quatre têtes de souffleurs.

### Le jardin du belvédère

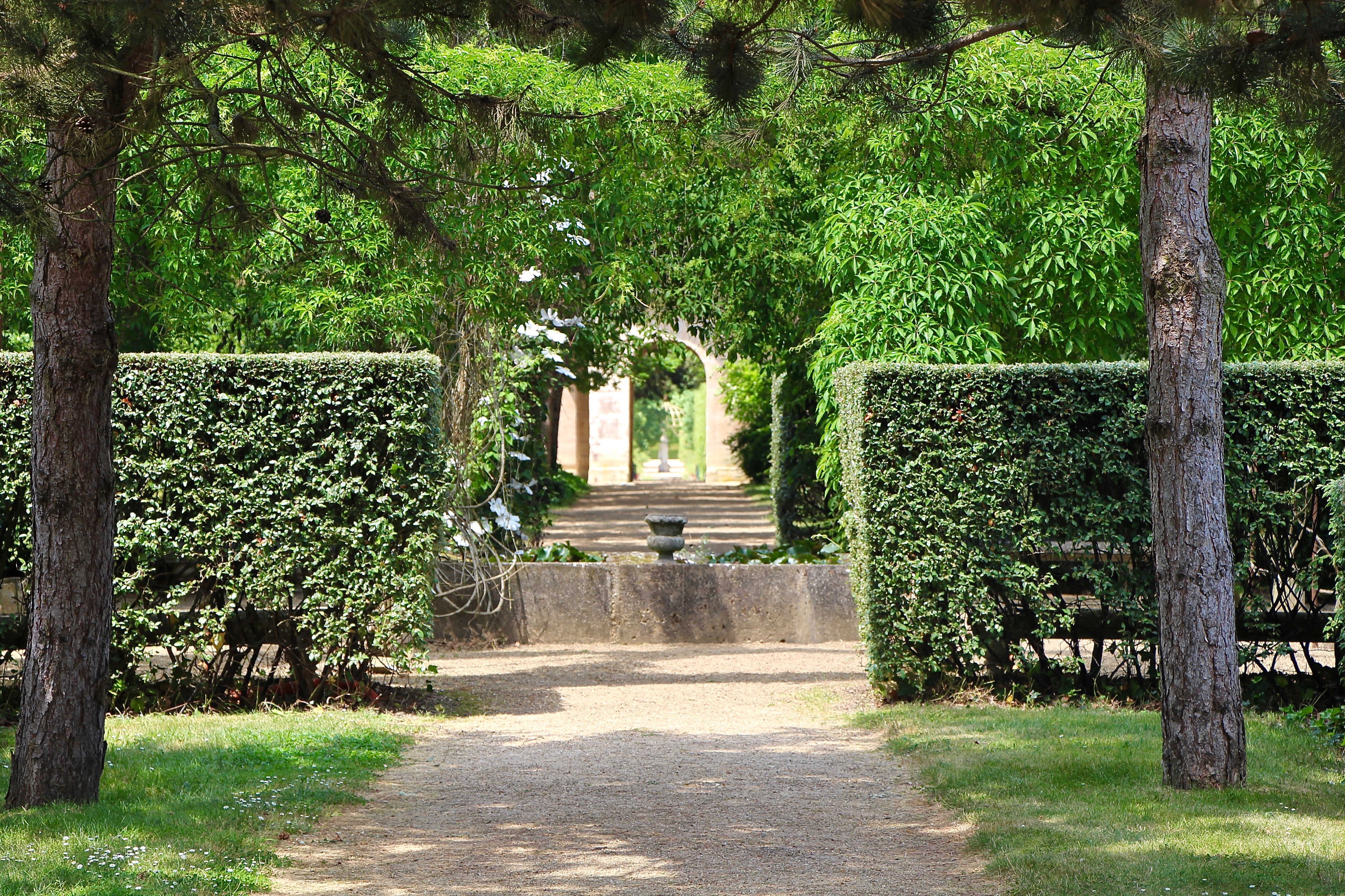
Jardins du Belvédère.

Ce jardin, situé juste après le Temple du Trésor de Leda, est d'inspiration gréco-romaine. L'édifice domine un petit canal créé par Le Nôtre. Tout autour se trouvent des colonnes antiques surmontées de chapiteaux, de guirlandes de lierres, de rosiers et de vignes qui évoquent les jardins d'Hadrien à Rome.
Un escalier circulaire permet de gravir une tour qui fait office de belvédère (accès interdit au public). D'en haut, il est possible d'admirer le parc à 360°. Le Belvédère est composé d'éléments issus des démolitions du château de Marly, construit pour Louis XIV. 
C'est l'une de ces fabriques qui parsèment le parc, moins fonctionnelles que belles, mais qui sont créées pour le plaisir des yeux et l'atmosphère dépaysante et mystérieuse qu'elles dégagent.
Entre les « Tuileries » et le jardin du Belvédère, une allée est bordée de statues antiques, renforçant le caractère italianisant de cette partie du parc.

### Les carrés de Diane et d'Apollon

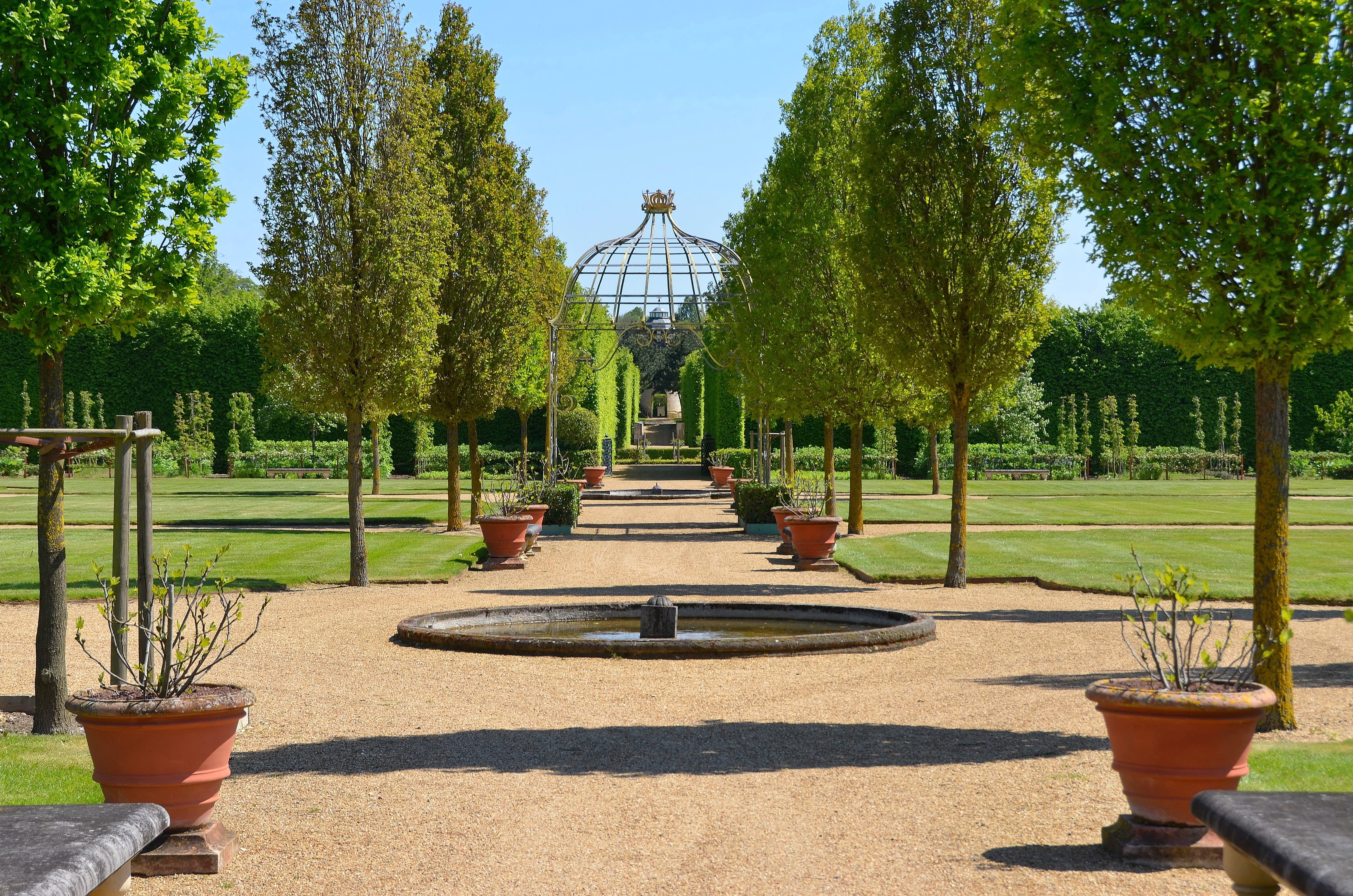
Carrés de Diane et d'Apollon.

Les proportions de cette partie des jardins ont été reconstituées en fonction des rares documents retrouvés du XVIIe siècle.
Les carrés sont encadrés par des volières côté jardins abritant une collection de poules, et, côté extérieur du parc, de serres d'orchidées, les plus grandes d'Europe. L'une d'elles, l'Orangerie, sert de salon chinois (ne se visite pas). Au centre des serres, un salon d'été, en hauteur, dans une loggia, permet d'avoir une superbe vue sur les jardins (ne se visite pas). Au pied de la loggia, le bassin de Diane. Il s'agit d'une fontaine ornée de multiples coquillages nacrés (des porcelaines).
Dans ce jardin de fantaisie, les mixedborders sont traités en potager nourricier. Les talus, bordés d'obélisques feuillus, sont taillés de telle manière qu'ils épousent la forme de vagues. Au milieu, bassin, rond, avec un jet en son centre. Tout autour du bassin, des agaves au feuillage panaché sont en pot et alternent avec des chênes.

### Le jardin du Palais des Rêves

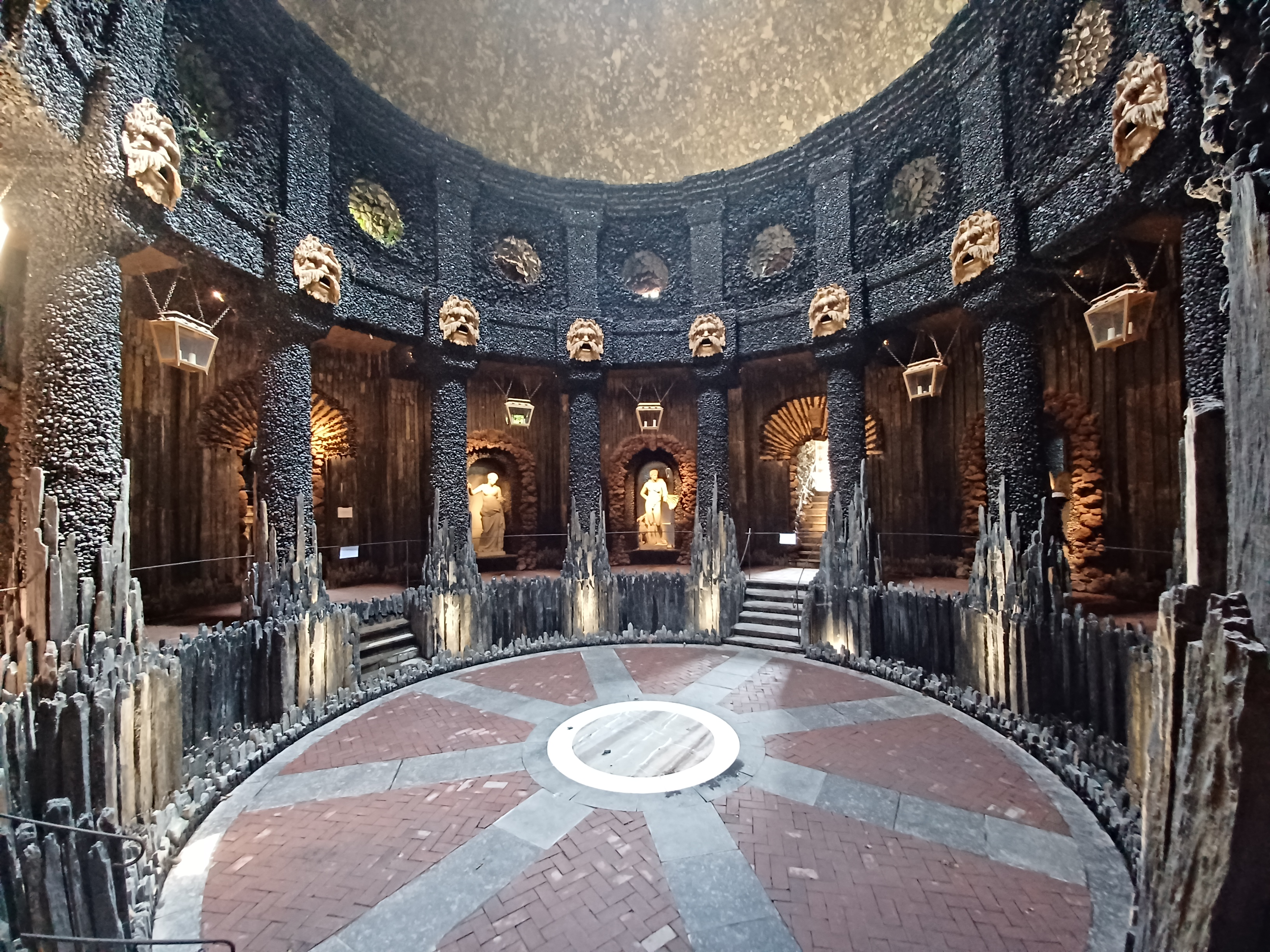
Intérieur de la grotte de Cybèle, jardins anglais du château du Champ-de-Bataille.

Les jardins anglo-indiens sont ouverts au public depuis le 3 juin 2023. Contrairement au reste du domaine, il s'agit de jardins à l'anglaise, agrémentés de fleurs et de 1 800 rhododendrons. Ils servent d'écrin à la grotte de Cybèle et à la reconstitution d'un palais moghol.

#### La grotte de Cybèle
La grotte de Cybèle est agrémentée de copies de statues antiques parmi lesquelles Marcellus en Hermès (dont l'original est exposé au musée du Louvre) ou Antinoüs de Delphes. La grotte artificielle est circulaire et faite en pierres et bois. Une scène flottante est aménagée au centre pour accueillir des animations. 

#### Le palais moghol indien
Le site est également constitué d'un palais indien du XVIIIe siècle, remonté pierre par pierre, autour d'un lac artificiel d'un hectare. Ce dernier accueille des événements privés et n’ouvre au public que lors des Journées du patrimoine.

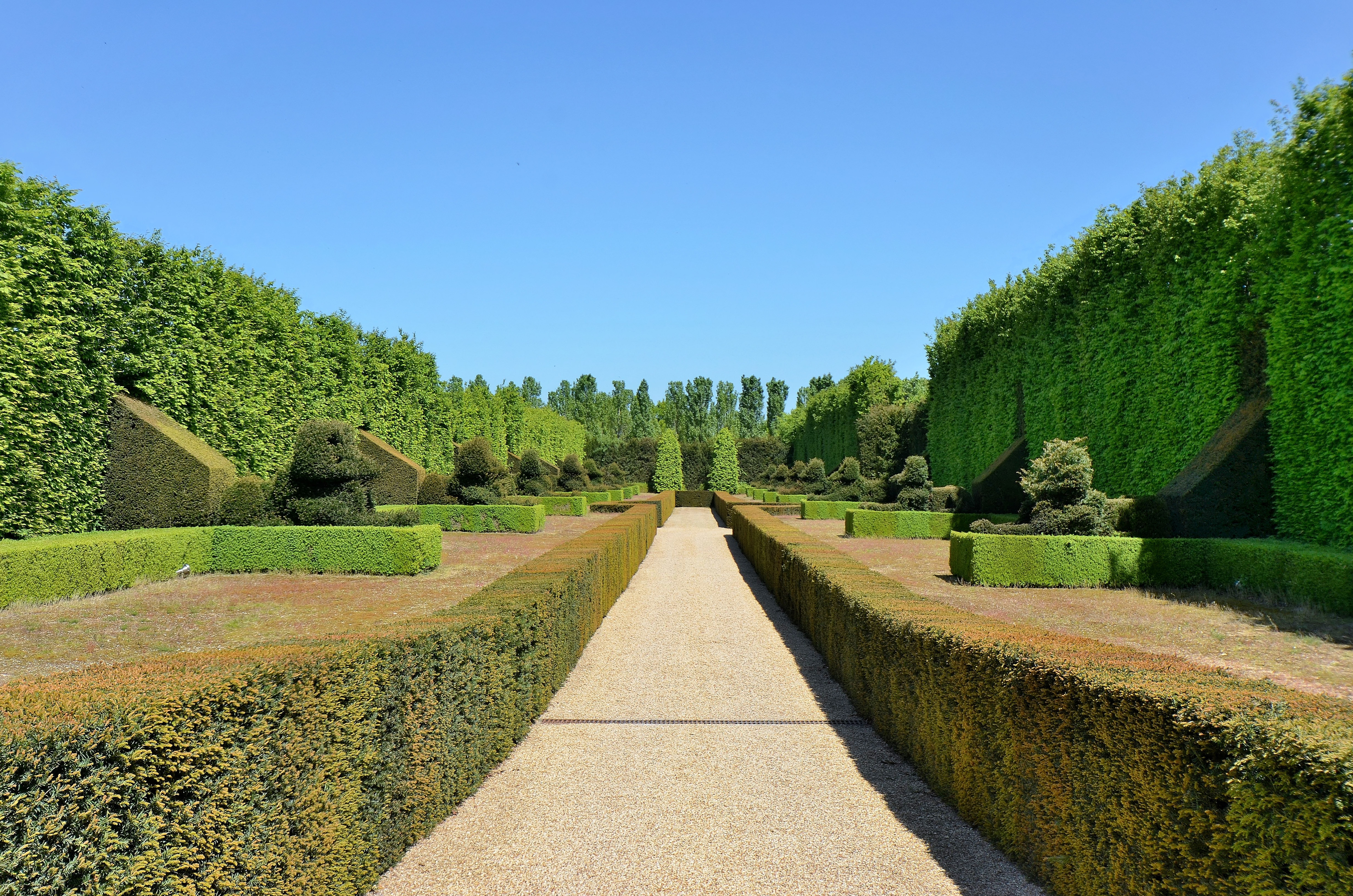
L'Allée des Sphinx.
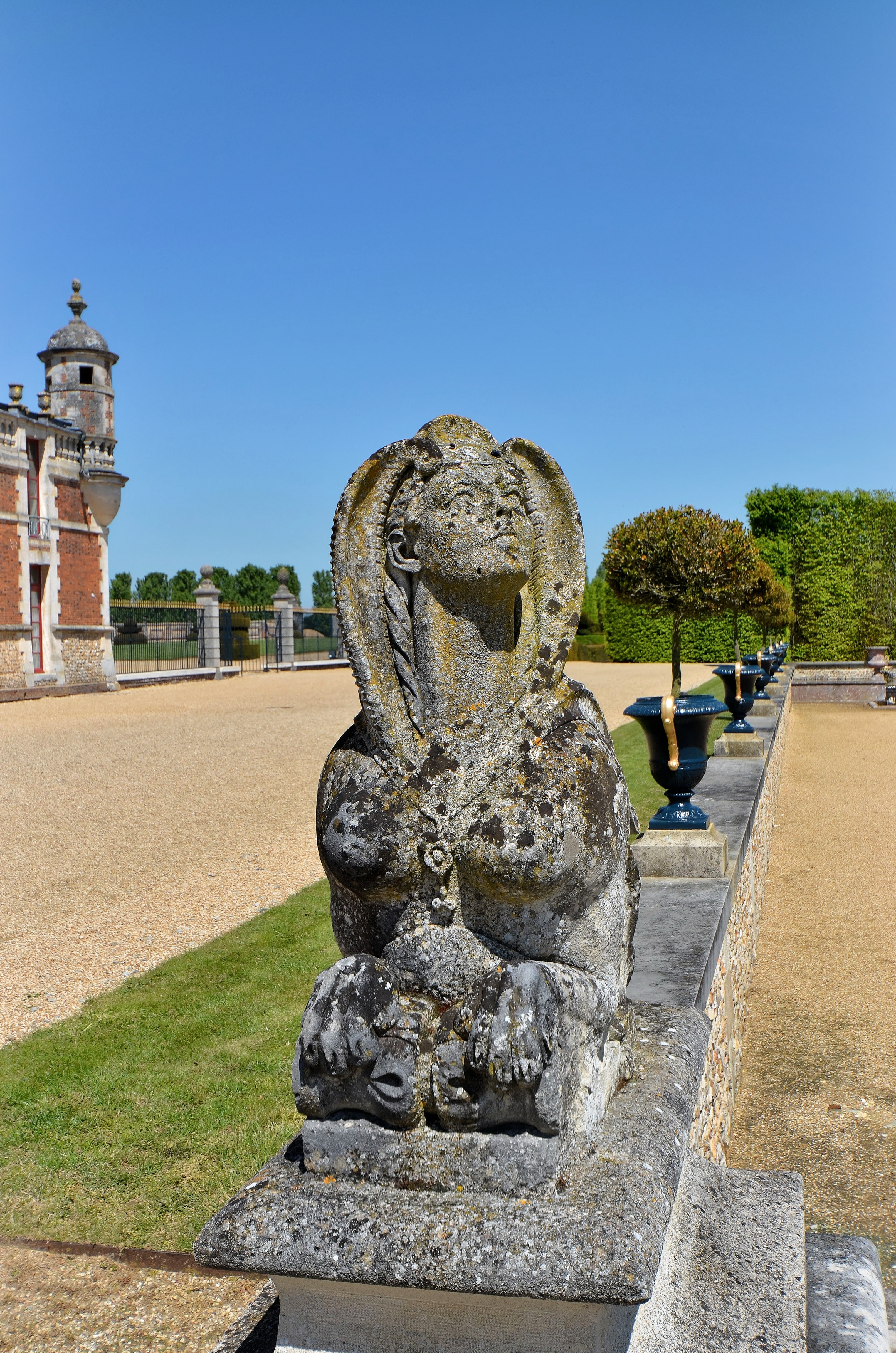
Sphinge gardant l'escalier.
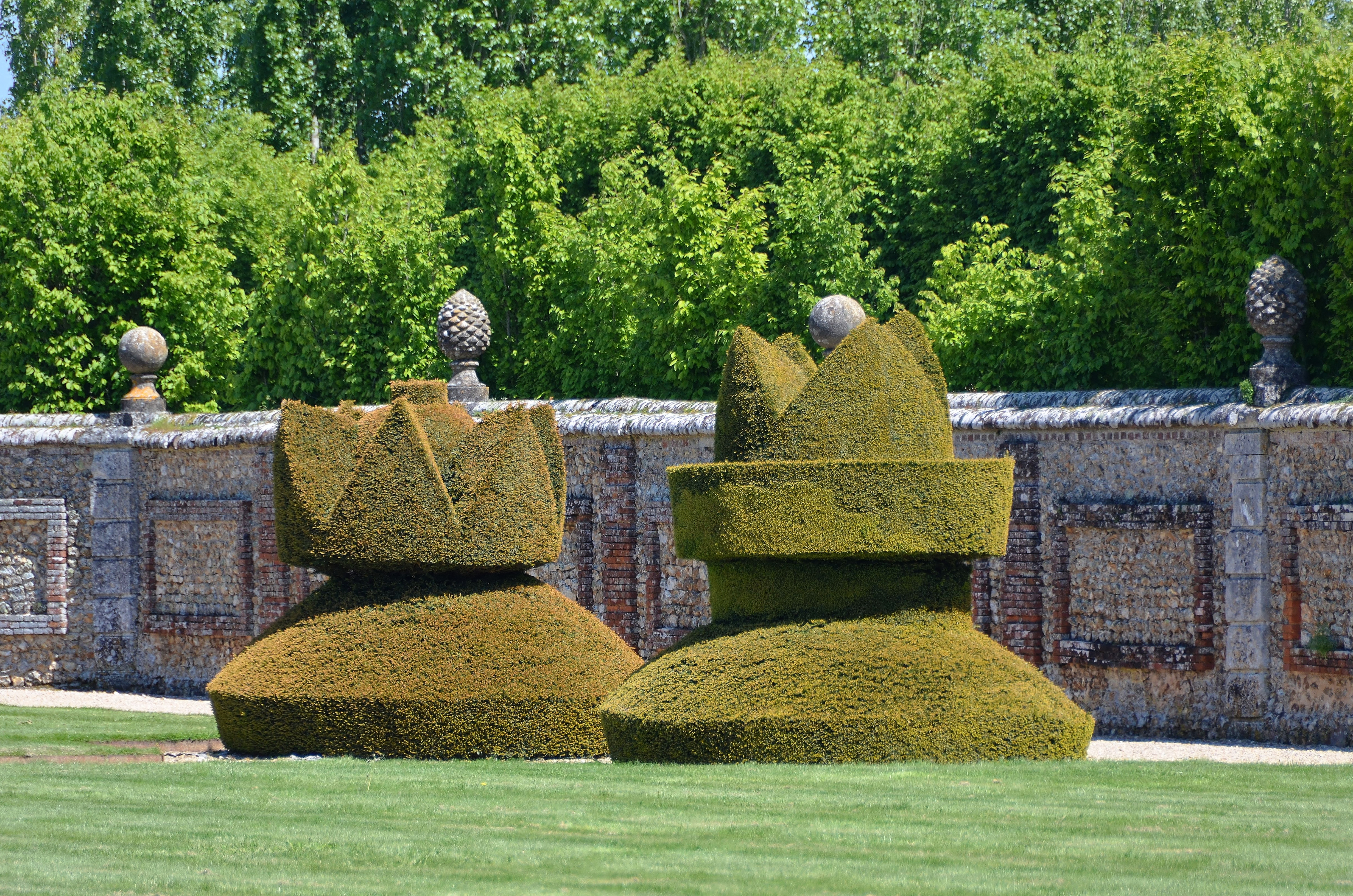
Avant-cour, Pièces d'échec.
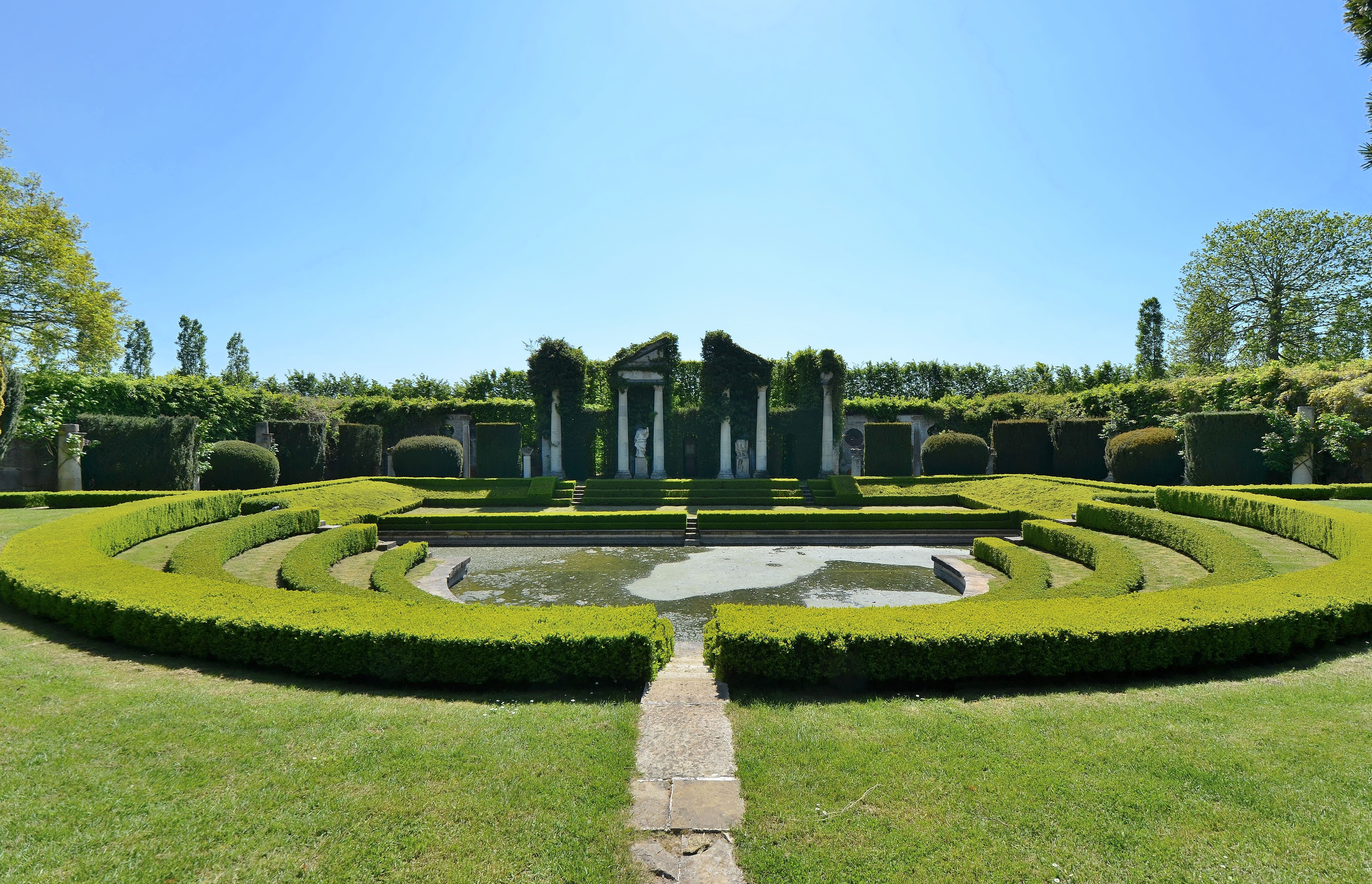
Théâtre de Verdure.